# Municipio de Lamro
El municipio de Lamro (en inglés: Lamro Township) es un municipio ubicado en el condado de Tripp en el estado estadounidense de Dakota del Sur. En el año 2010 tenía una población de 463 habitantes y una densidad poblacional de 5,3 personas por km².

## Geografía
El municipio de Lamro se encuentra ubicado en las coordenadas 43°23′24″N 99°49′33″O / 43.39000, -99.82583. Según la Oficina del Censo de los Estados Unidos, el municipio tiene una superficie total de 87.29 km², de la cual 87,21 km² corresponden a tierra firme y (0,09 %) 0,08 km² es agua.

## Demografía
Según el censo de 2010, había 463 personas residiendo en el municipio de Lamro. La densidad de población era de 5,3 hab./km². De los 463 habitantes, el municipio de Lamro estaba compuesto por el 52,7 % blancos, el 44,92 % eran amerindios y el 2,38 % eran de una mezcla de razas. Del total de la población el 0,43 % eran hispanos o latinos de cualquier raza.